# Ренькас Ігор Олександрович
Олександрович — архітектор, публічний діяч, Канівський міський голова з 2014 року, кавалер ордена «За заслуги» III ступеня(2017).

## Біографія
Народився 2 лютого 1957 року в м. Бугульма Татарської АРСР (нині Татарстан).
1957 сім'я переїхала до Черкас, куди направили батьків за направленням на роботу. З 1980 знаходився на навчанні в м. Дніпропетровськ. 1985 переїхав з сім'єю до Черкас. З 1985 переїхав з сім'єю працювати до м. Канева, Черкаської області, де працює та проживає по теперішній час.

## Трудова діяльність
Трудову діяльність розпочав у 1974 році в Державному проектному інституті № 13 м. Черкаси — креслярем.
- З 1975 по 1977 роки проходив строкову військову службу у лавах збройних сил СРСР.
- З 1977 по 1978 рік працював техніком-архітектором в Державному проектному інституті № 13 м. Черкаси.
- З 1978 по 1979 рік працював бетонярем, монтажником залізобетонних конструкцій Черкаського домобудівельного комбінату.
- З 1979 по 1980 рік навчався на підготовчому відділенні Дніпропетровського інженерно-будівельного інституту.
- З 1980 по 1985 роки навчався на архітектурному факультеті Дніпропетровського інженерно-будівельного інституту.
- З 1987 по 2001 рік — головний архітектор м. Канева.
- З 2001 по 2010 рік — головний архітектор — заступник міського голови м. Канева.
- З квітня по листопад 2010 року — генеральний директор Шевченківського національного заповідника.[3]
- З 2011 по 2012 рік — заступник міського голови м. Канева.
- З 2012 по травень 2014 року — перший заступник міського голови.

У травні 2014 року обраний на посаду Канівського міського голови.
Обирався депутатом Канівської міської ради останніх чотирьох скликань.
Є одним з авторів проекту «Променад-парку» вздовж вул. Т. Г. Шевченка та багатьох інших проектів для розвитку міста Канева.

## Сім'я
- Батько — Ренькас Олександр Станіславович (1923, Київ — 2008, Черкаси) — український архітектор, лауреат Державної премії СРСР у галузі архітектури та містобудування, головний архітектор Черкаської області (1964—1990);[5]
- Мати — Ренькас Лілія Максимівна (1930—2014) — архітектор, начальник архітектурно-планувального відділу Черкасицивільпроект;
- Дружина — Ренькас Ірина Миколаївна, 1960 р.н., завідувач відділу декоративно-прикладного мистецтва Канівського коледжу культури і мистецтв;[6]
- Діти — Ренькас Тетяна Ігорівна, 1983 р.н. та Ренькас Наталія Ігорівна, 1987 р.н. .

## Нагороди
- 2001 — Орден Української Православної церкви Святого благовірного князя Володимира.
- 2007 — Почесна грамота Міністерства будівництва, архітектури та житлово-комунального господарства України за багаторічну сумлінну працю, високий професіоналізм, вагомий особистий внесок у збереження і відновлення об'єктів історико-культурної спадщини, реконструкцію центральної частини міста Канева.
- 2007 — Почесна грамота Міністерства культури і туризму України та Центрального комітету профспілки працівників культури України за вагомі досягнення у професійній діяльності, багаторічну плідну працю.
- 2017 — Державна нагорода України «За заслуги» III ступеня.